# Warandepark (Diest)

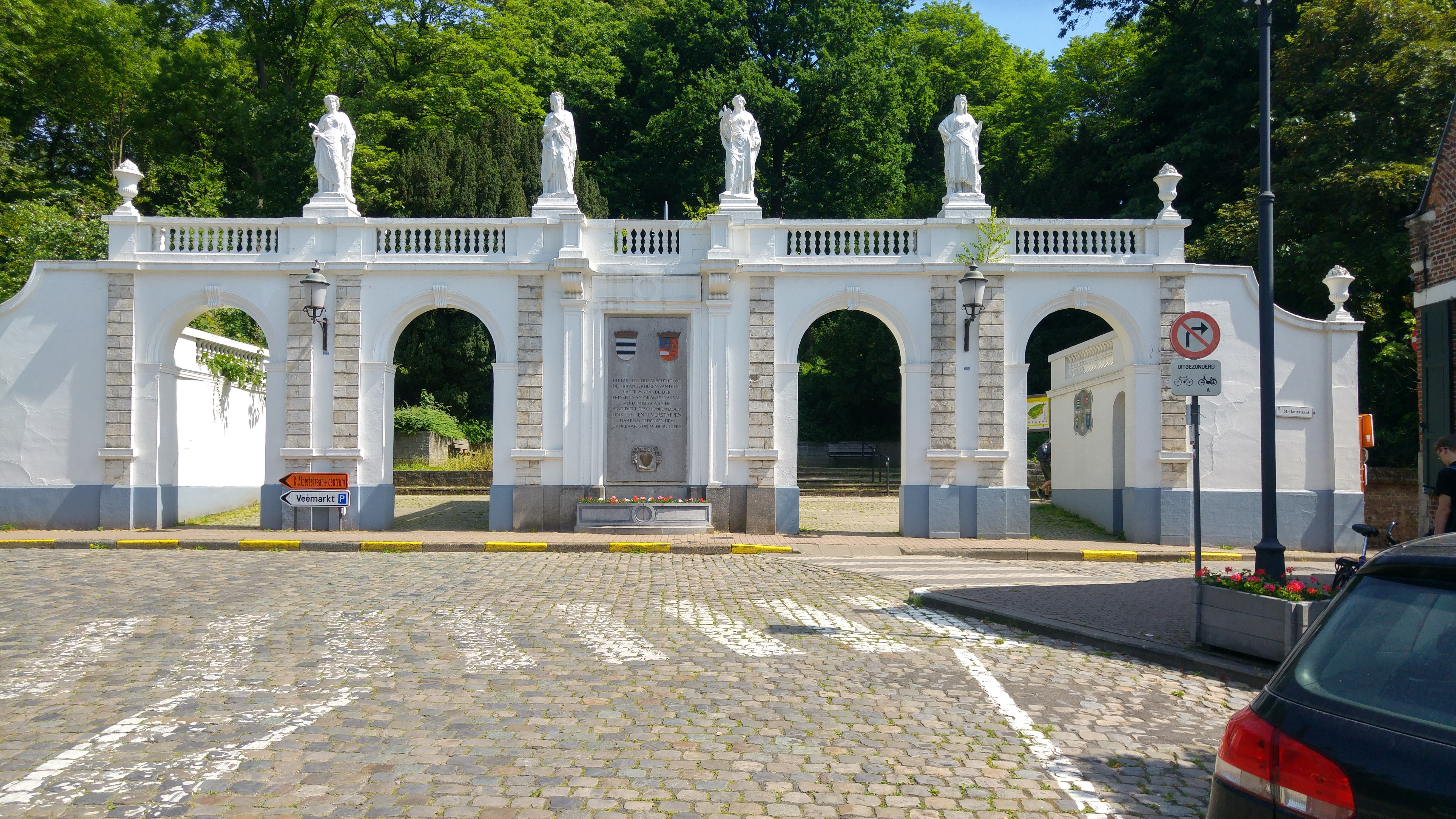
Ingangspoort Warandepark Diest

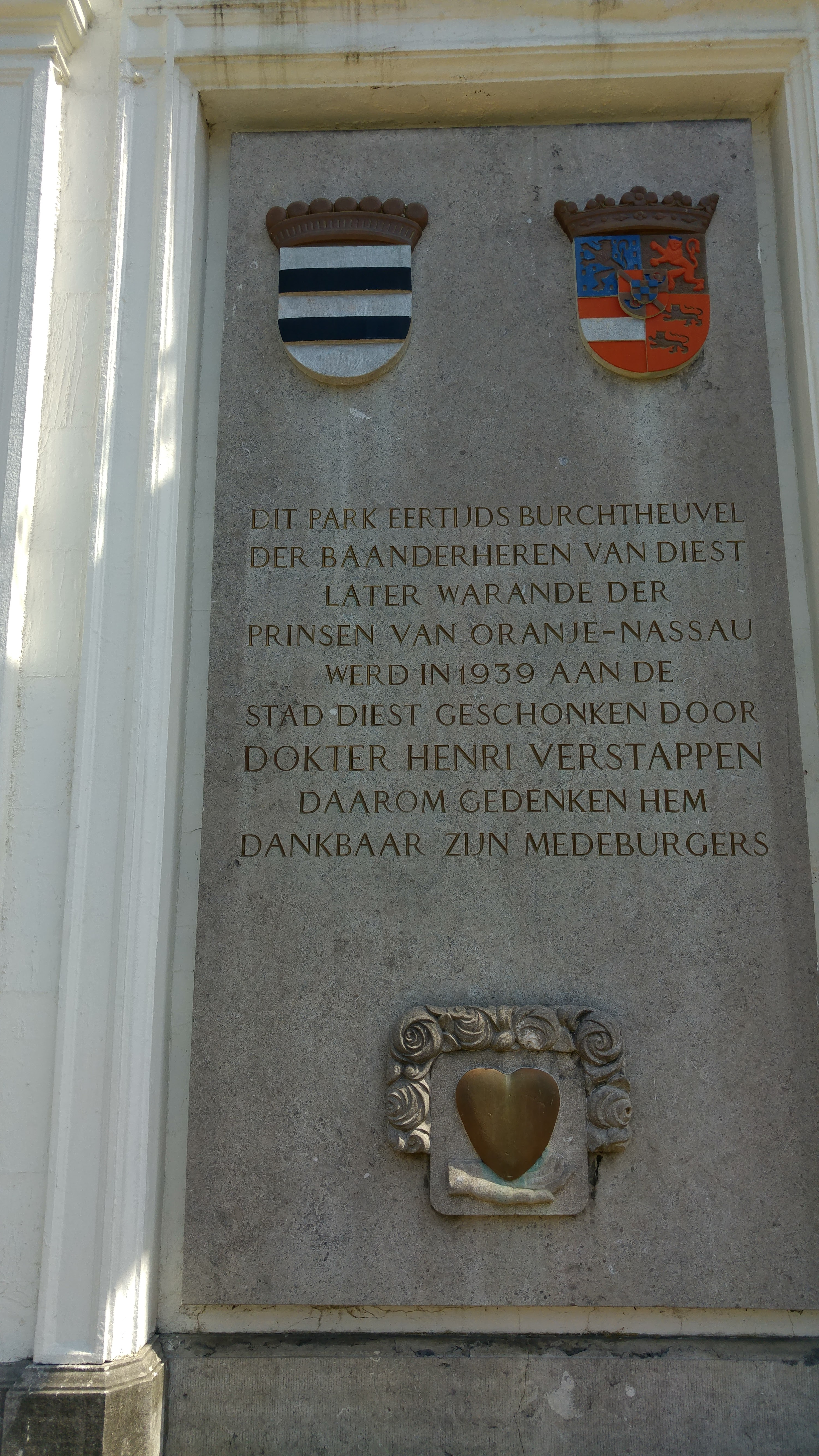
Gedenksteen ingangspoort Warandepark Diest

De Warande Diest is het stadspark in de Belgische stad Diest. Het stadspark bestaat uit een getuigenheuvel in ijzerzandsteen met een bos, een openluchttheater, het Stedelijk Sportstadion De Warande, de tennisaccommodatie van K.T.C. Diest, het Stedelijk Zwembad De Warande en een skatepark. Het is een historische plaats met archeologische resten. 

## Situering
Het is gelegen aan de westzijde van het stadscentrum en wordt ingesloten door de Veemarkt, de Zeven Weeënstraat, de Pesthuizenstraat, de Omer Vanaudenhovenlaan, de Parklaan, de Sint-Jansstraat en het Henri Verstappenplein. De heuvel zelf is ovaal en heeft een diameter van 250 meter.

## Geschiedenis
Het stadspark is hier ontstaan nadat dokter Henri Verstappen zijn huis en  tuin met de getuigenheuvel en bijhorende gronden aan het stadsbestuur bij testament geschonken heeft. Vanaf 1939, bij de dood van Henri Verstappen, kwam de stad Diest in het bezit van dit domein. Omwille van de oorlog werd pas in 1948 begonnen met de inrichting van het park. Henri Verstappen had bepaald dat zijn woning aan de Graanmarkt als hoofdingang van het park moest dienst doen. Het huis werd afgebroken en vervangen door een neoclassicistische ingangspoort met boven op vier beelden, afkomstig van het Noordstation op het Rogierplein in Brussel. In 1952 werd het poortgebouw met gedenkplaat ingehuldigd.
Boven op de heuvel bevinden zich nog de grondvesten van de burcht van Diest, opgericht door Otto I, heer van Diest, in het derde kwart van de 11 de eeuw. Het was een donjon in ijzerzandsteen met stallingen omgeven door een gracht. De burcht werd afgebroken in 1512 en de stenen van de burcht werden gebruikt voor de bouw van de Sint-Sulpitiuskerk te Diest. In de 16de eeuw had de graaf van Nassau plannen voor het bouwen van een nieuwe kasteel op de Warande, deze werden nooit uitgevoerd. In de jaren 50 en 60 van vorige eeuw werd het sportstadion De Warande en het Stedelijk Zwembad De Warande gebouwd.